# Ken Huff
(en) Statistiques sur pro-football-reference
Kenneth Wayne Huff, né à Hutchinson (Kansas) le 21 février 1953, est un joueur américain de football américain.

## Carrière

### Université
Huff entre, après avoir fini ses études à la Coronado High School (en dehors de San Diego, à l'université. Son poste de prédilection est defensive tackle mais l'entraîneur Bill Dooley le change de position le deuxième jour de son entraînement, le plaçant à celui d'offensive guard. En 1972, il participe au Sun Bowl et remporte avec l'université un titre de champion de la Atlantic Coast Conference.
Pour sa dernière année, il joue le Sun Bowl 1974, le Hula Bowl et Senior Bowl. Il est choisi dans l'équipe de la saison pour la conférence ACC et est nommé All-American. Il termine second derrière Randy White pour le Outland Trophy, remporte le Jacobs Trophy (meilleur bloqueur de la ligue), Jim Tatum Medal et deux fois le Bill Arnold Award (meilleur joueur de ligne de l'université de Caroline du Nord).
Son maillot est ensuite retiré des effectifs de l'université.

### Professionnel
Ken Huff est sélectionné au premier tour du draft de la NFL de 1975 par les Colts de Baltimore au troisième choix. Baltimore sort d'une mauvaise saison, affichant un score de 2-12 en 1974. La première saison de Huff en professionnel, le voit rentrer au cours de neuf matchs. Ken commence à être titulaire à partir de la saison 1977, jouant quatorze matchs dont neuf comme titulaire. Il participe à des matchs de play-offs et devient un élément important de l'équipe des Colts.
En 1982, il ne joue que neuf matchs dont huit comme titulaire et est échangé au Redskins de Washington, devenant membre de la ligne offensive des Redskins avec Mark May, Russ Grimm, Joe Jacoby, Jeff Bostic et George Starke. Il joue le Super Bowl XVIII mais perd contre les Raiders d'Oakland. Ken se retire après la saison 1986, totalisant 145 matchs en NFL dont 104 comme titulaire ainsi que quatre fumbles récupérés.

## Honneurs
Il est introduit, en 2008, au temple de la renommée sportif de Caroline du Nord.